# Арагуаинья
Арагуаинья (порт. Araguainha) — муниципалитет в Бразилии, входит в штат Мату-Гросу. Составная часть мезорегиона Юго-восток штата Мату-Гроссу. Входит в экономико-статистический микрорегион Тезору. Население составляет 1305 человек на 2006 год. Занимает площадь 688,676 км². Плотность населения — 1,9 чел./км².

## Статистика
- Валовой внутренний продукт на 2003 составляет 11.959.163,00 реалов (данные: Бразильский институт географии и статистики).
- Валовой внутренний продукт на душу населения на 2003 составляет 9.018,98 реалов (данные: Бразильский институт географии и статистики).
- Индекс развития человеческого потенциала на 2000 составляет 0,731 (данные: Программа развития ООН).